# 6.5×47mm 라푸아

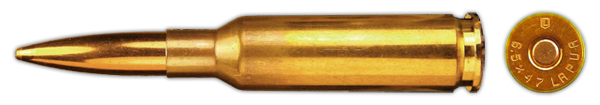

6.5×47mm 라푸아(6.5×47mm Lapua, C.I.P.에서 6,5 × 47 라푸아로 지정)는 2005년 탄약 제조업체 남모 라푸아와 스위스 소총 제조업체 Grünig & Elmiger AG가 경쟁 사격을 위해 특별히 개발한 무연 화약 테두리 없는 병목형 소총 탄약통이다. 이 탄약통의 다른 일반적인 이름으로는 6.5×47mm가 있다.

## 특징

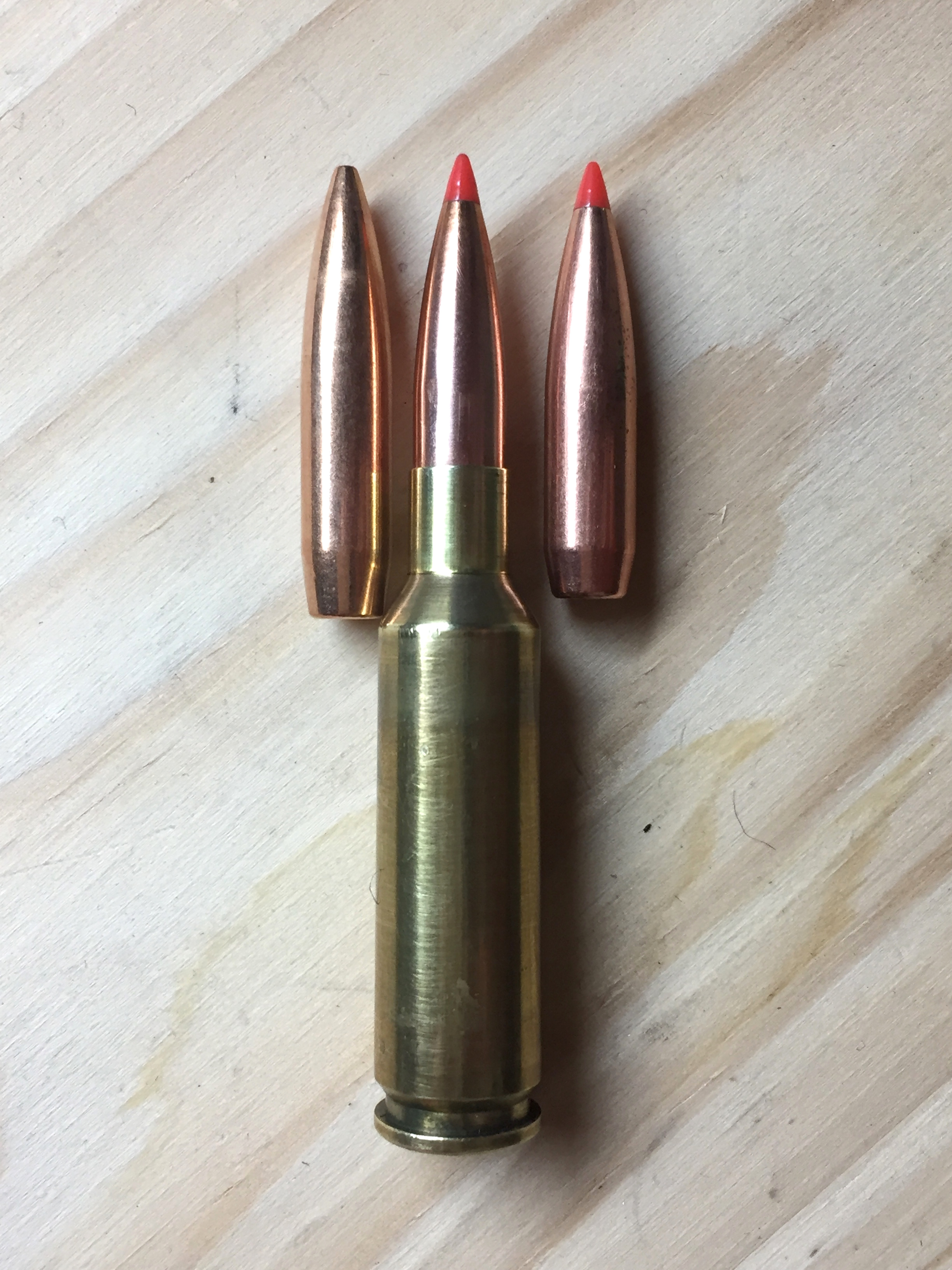
6.5×47mm 라푸아의 상대적으로 긴 목 덕분에 탄약통 목 아래에 총알의 밑부분을 두지 않고도 매우 긴 표적 총알을 장전할 수 있다. 이로써 20번 이상 재장전된 많은 탄약통에서 볼 수 있는 "도넛 문제"가 해결된다. 왼쪽부터: 라푸아 FMJ 144gr, 호나디 123gr(COAL 2.71인치로 장전), 호나디 123gr A-Max.

이 탄약통은 다음과 같은 많은 특별한 특징을 가지고 있다.
- 탄약통 약실 크기는 표적 총알에 최적화되어 있다.[4]
- 높은 압력 수준(435.00 MPa (63,091 psi) Pmax 압전 압력)과 탄약통 용량은 상대적으로 높은 속도와 평탄한 탄도를 가능하게 한다.
- 6mm Norma BR에 비해 총열 마모가 적다.
- 6.5×47mm 라푸아는 7.62 × 51 mm NATO/.308 윈체스터와 유사한 베이스 직경과 전체 길이를 가지고 있어 동일한 볼트 헤드를 사용할 수 있고 유사한 짧은 액션 및 탄창에 장착할 수 있다.
- 대형 소총 뇌관보다 장착이 쉽고 더 높은 케이스 압력을 허용하는 소형 소총 뇌관.

## 역사
6.5×47mm 라푸아는 직접적인 모탄이 없다. 이 탄약통은 스위스 소총 제조업체인 그루니히 & 엘미거의 많은 도움을 받아 라푸아에 의해 설계되었다. 이 탄약통은 또한 6mm PPC의 많은 특징을 차용했으며 본질적으로 정확하다는 것이 입증되었다.

## 탄약통 크기
6.5×47mm 라푸아는 3.11 ml (48.0 그레인 H2O)의 탄약통 케이스 용량을 가지고 있다.
6.5×47mm 라푸아 최대 C.I.P. 탄약통 크기. 모든 크기는 밀리미터(mm) 단위.
미국인들은 숄더 각도를 알파/2 = 30도로 정의할 것이다. 이 탄약통의 일반적인 강선 회전율은 200 mm (1인치당 7.87 인치), 6개의 홈, 랜드 직경 = 6.50 mm (0.256 in), 홈 직경 = 6.70 mm (0.264 in), 랜드 폭 = 2.29 mm (0.090 in), 그리고 뇌관 유형은 작은 소총 뇌관이다.
공식 C.I.P. (Commission Internationale Permanente pour l'Epreuve des Armes à Feu Portatives) 규정에 따르면 6.5×47mm 라푸아는 최대 435.00 MPa (63,091 psi) Pmax 압전 압력을 견딜 수 있다. C.I.P. 규제 국가에서는 모든 소총 탄약통 조합이 소비자 판매 인증을 위해 이 최대 C.I.P. 압력의 125%로 시험되어야 한다.
이는 C.I.P. 규제 국가에서 6.5×47mm 라푸아 약실 총기가 현재(2018년) 543.80 MPa (78,872 psi) PE 압전 압력으로 시험되었음을 의미한다.

## 성능
6.5×47mm 라푸아는 .260 레밍턴 및 6.5mm 크리드무어와 자주 비교되는 중간 위력의 탄약통이다.
이것은 라푸아에 의해 처음부터 표적 및 전술 사격을 위한 6.5 mm 탄약통에서 정확도, 총열 수명 및 탄약통 용량을 최적화하도록 설계되었다. 따라서 합리적인 탄약통 부피(3.11 ml)와 구경 면적(34.59 mm2/0.3459 cm2) 비율을 결합하여 상대적으로 길고 가는 발사체를 장전할 충분한 공간을 제공하여 발사체 직경에 대한 우수한 공기역학적 효율성과 외부 탄도 성능을 제공할 수 있다. 6.5×47mm 라푸아는 더 작은 탄약통 부피로 인해 6.5 mm/.260 탄약통(예: 6.5 크리드무어 및 .260 레밍턴)보다 약간 낮은 총구 속도를 제공한다. 프리시전 라이플 블로그의 한 기사에 따르면, 프리시전 라이플 시리즈(PRS)의 상위 100명 사수 설문 조사에서 6.5 크리드무어가 6.5×47mm 라푸아보다 평균 50 ft/s (15 m/s) 더 빨랐다. 하지만 6.5×47mm 라푸아가 6.5 크리드무어보다 우수한 황동 품질을 가지고 있다고 한다. 6.5×47mm 라푸아는 2015년 PRS 대회에서 가장 인기 있는 탄약통이었으며 경쟁 탄약통들을 3분의 2 이상 압도했다.
C.I.P.는 6.5×47mm 라푸아와 6.5mm 크리드무어 모두 최대 435.00 MPa (63,091 psi) Pmax 압전 압력으로, .260 레밍턴은 최대 415.00 MPa (60,191 psi) Pmax 압전 압력으로 규정한다.

## 대회
경기에서 6.5×47mm 라푸아는 많은 기록을 세웠으며, 대부분 600 yd (549 m)에서였다. 에릭 코르티나는 6.5×47 라푸아(RL17)로 300 yd (274 m) 클럽 기록을 깼다. 코르티나는 600-49X를 쏘았고, 이전 기록은 599-32X였다. 2016년 여름 마이크 가이자우스카스는 1,000 yd (914 m)에서 단 2.856인치 크기의 10발 그룹을 쏘아 6mm 대셔가 이전에 보유했던 기록을 깼다.
미국인 케빈 네비우스는 600 yd (549 m)에서 완벽한 점수 200-20X – 20발(엎드려 쏴-모든 조준경)로 새로운 NRA 고위력 소총 국가 기록을 세웠다. 네비우스는 6.5×47mm 라푸아, 136 gr. 시나르-L OTM 총알, 그리고 VV N150 화약을 사용했다. 6.5×47mm 라푸아는 2016년 PRS에서도 지배적인 구경이었으며, 상위 10개 티어의 모든 경쟁 탄약통들을 압도하고 다른 카테고리에서도 3분의 2 이상을 지배했다.
6.5×47mm 라푸아는 메탈릭 실루엣 사수들에게 매우 인기를 얻었다. 2014년 NRA 전국 선수권 대회 장비 조사에 따르면 6.5×47mm 라푸아는 고위력 소총 및 고위력 사냥꾼 소총 대회 모두에서 두 번째로 인기 있는 구경으로 등재되었다.
6.5×47mm 라푸아는 2017년 10월 영국에서 벤치레스트 신기록을 세웠는데, 바람이 부는 날 600 yd (549 m)에서 5발 그룹이 1.058인치였다. 이전 기록은 1.437인치였다.

## 변형
6.5×47mm 라푸아가 도입된 직후, 사수들은 이 탄약통을 6 mm로 목을 줄여 새로운 와일드캣의 기반으로 사용했다. 이 와일드캣 탄약통은 종종 6-6.5×47이라고 불리는데, 이는 유사한 탄약통이지만 큰 소총 뇌관을 사용하는 6×47 스위스 매치와의 혼동을 피하기 위함이다. 6.5×47mm 라푸아 애클리 개선형은 40도 어깨가 특징인 변형이다.

## 같이 보기
- 총기 목록
- 소총 탄약통 목록
- 6.5mm 크리드무어
- 6 mm 구경
- .243 윈체스터
- 6.5×54mm 만리허-쇠나워 - 1903년부터 1949년까지 그리스군과 함께 군사 복무를 한 탄약통으로, 6.5×47mm 라푸아와 동일한 직경과 무게 9.0g 총알을 발사하지만 더 낮은 총구 속도를 달성한다.
- 6.5×52mm 카르카노

## 참고
1. 1 2 3 4 5  C.I.P. TDCC datasheet 6,5 x 47 Lapua
2. ↑  “October 2005 Blog”. 《6mmbr.com》.
3. ↑  “New Products”. 《Vihtavuori.fi》. 2005년 3월 7일에 원본 문서에서 보존된 문서. 2007년 2월 10일에 확인함.
4. 1 2  “6.5x47 Lapua”. 《Lapua.com》. 2016년 3월 7일에 원본 문서에서 보존된 문서. 2016년 3월 6일에 확인함.
5. ↑  “6mm PPC Cartridge Guide within AccurateShooter.com”. 《accurateshooter.com》.
6. ↑  “6.5×47 Lapua Cartridge Guide within AccurateShooter.com”. 《accurateshooter.com》.
7. ↑  데미갓 짧은 액션 6.5mm 비교 기사
8. ↑  Smith, Zak. “6.5mm Shootout: .260 Remington vs. 6.5x47 Lapua vs. 6.5 Creedmoor”.
9. ↑  “최고의 소총 구경 - 프로들이 사용하는 것 - PrecisionRifleBlog.com”. 《precisionrifleblog.com》. 2015년 10월 13일.
10. 1 2  Zent, Cal (2017년 2월 16일). “장거리 구경 & 탄약통: 프로들이 사용하는 것”. 《Precisionrifleblog.com》. 섹션. "오픈 디비전에서 가장 인기 있는 구경". 2018년 8월 24일에 원본 문서에서 보존된 문서.
11. ↑  “코르티나, 6.5×47mm 라푸아(RL17)로 300야드 F-클래스 기록 경신 « 데일리 불레틴”. 《bulletin.accurateshooter.com》.
12. ↑  “놀라운 2.856인치 10발 그룹 1000야드 — 잠재적 기록 « 데일리 불레틴”. 《bulletin.accurateshooter.com》.
13. ↑  “NRA 2014 전국 선수권 대회 최종 보고서” (PDF). 2015년 10월 10일에 원본 문서 (PDF)에서 보존된 문서. 2017년 3월 24일에 확인함.
14. ↑  “벤치에서 – UKBRA 600야드 벤치레스트 사격 디글 2017년 10월 15일”. 《targetshooter.co.uk》. 2017년 10월 19일.
15. ↑  “6-6.5×47 « 검색 결과 « 데일리 불레틴”. 《bulletin.accurateshooter.com》.
16. ↑  “중형 탄약통 비교 « 데일리 불레틴”. 《bulletin.accurateshooter.com》.
17. ↑  “6.5 x 47 라푸아 애클리 개선형 40° 챔버 리머 - Pacific Tool and Gauge”. 《pacifictoolandgauge.com》. 2022년 11월 28일에 원본 문서에서 보존된 문서.